# رمانتیک گوتیک

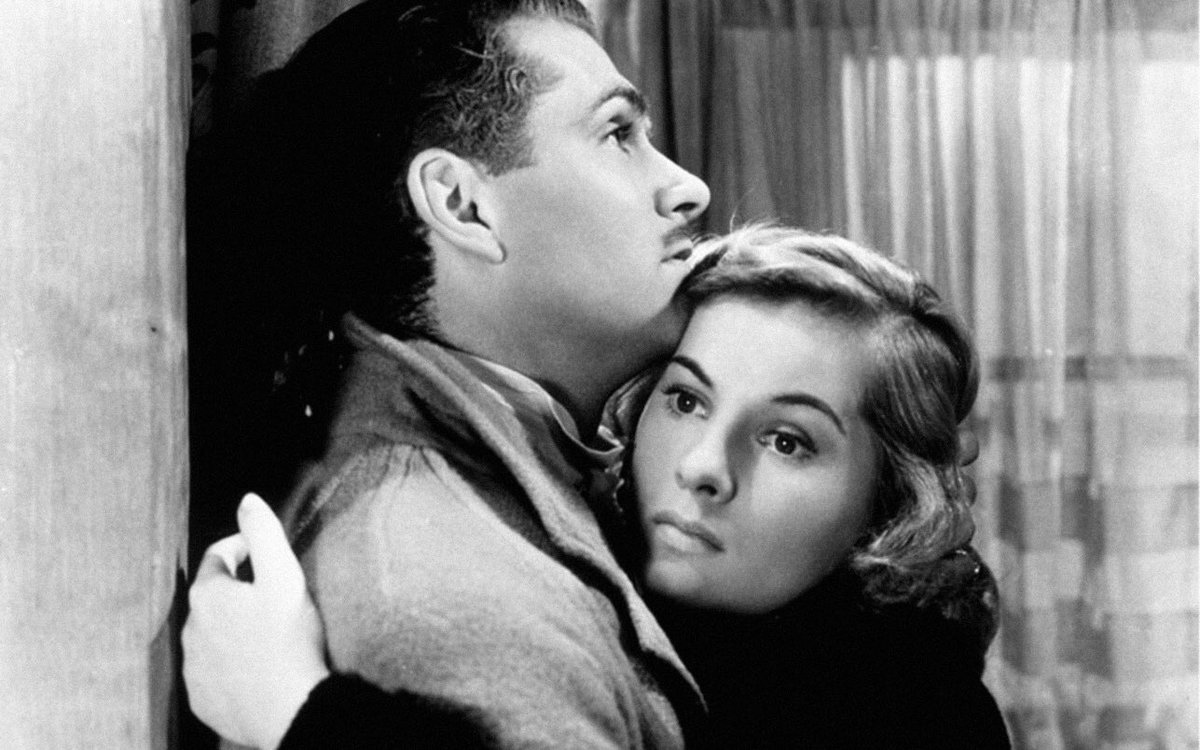
لارنس الیویه و جون فونتین در ربکا (۱۹۴۰)

رمانتیک گوتیک (انگلیسی: Gothic romance film) گونهای از فیلم گوتیک با جذابیت زنانه است. دایان والدمن در سینما ژورنال نوشت که این دسته از فیلم‌های گوتیک «در نظامی پدرسالارانه اجازه داد تا بیان ترس، خشم و بی‌اعتمادی زنانه انجام پذیرد» و این گونه فیلم‌ها در طول جنگ جهانی دوم و پس از آن «تأکیدی بود غیرمعمول، بر تأیید ادراک زنانه و تفسیر و تجربه زیسته». بین سال‌های ۱۹۴۰ و ۱۹۴۸، فیلم رمانتیک گوتیک در هالیوود رواج داشت و توسط کارگردانان و بازیگران سرشناس تولید می‌شد. معروف‌ترین فیلم‌های آن دوران ربکا (۱۹۴۰)، سوءظن (۱۹۴۱) و چراغ گاز (۱۹۴۴) بودند. فیلم‌های کمتر شناخته‌شده جریان زیرین (۱۹۴۶) و خواب، عشق من (۱۹۴۸) بودند. والدمن موضوع گوتیک این فیلم‌ها را این‌گونه توصیف می‌کند: «یک زن جوان بی‌تجربه با یک مرد مسن خوش‌تیپ ملاقات می‌کند که به تناوب جذب او شده و دفع می‌شود». از دیگر فیلم‌های این دهه می‌توان به کلبه طلسم‌شده (۱۹۴۵) و وارثه (۱۹۴۹) اشاره کرد.
فیلم‌های رمانتیک گوتیک از دهه ۱۹۴۰ اغلب حاوی «مایه داستانی ریش‌آبی» هستند، به این معنی که در محیط معمولی خانه، استفاده از یک قسمت خاص یا ممنوع است یا به‌طور کامل بسته‌است. در فیلم‌ها، اتاق ممنوعه استعاره‌ای از تجربه سرکوب‌شده قهرمان است و باز کردن اتاق، لحظه‌ای دلخراش در فیلم است. علاوه بر این، چیدمان خانه در چنین فیلم‌هایی (و همچنین رمان‌های گوتیک) باعث ایجاد «سرگردانی فضایی است [که] باعث ترس و بی‌قراری عجیبی می‌شود».
در سال ۲۰۱۵ گیلرمو دل تورو کارگردان فیلم قله‌ای به رنگ خون را منتشر کرد. او گفت که فیلم‌های گذشته «به‌طرز درخشانی توسط زنان نوشته شده‌است و توسط کارگردانان مرد به فیلم تبدیل شده‌اند، که قدرت شخصیت‌های زن را کاهش می‌دهند». او در قله‌ای به رنگ خون به دنبال معکوس کردن این جریان در سینما بود. در سال ۲۰۲۳، کارگردان آنا بیلر یک رمان رمانتیک گوتیک با الهام از فیلم‌های رمانتیک کلاسیک گوتیک هالیوود به نام قلعه ریش‌آبی منتشر کرد که یک فیلمنامه بود و به‌عنوان یک فیلم در حال ساخت است.